# Warsaw (village, New York)
Pour les articles homonymes, voir Warsaw.
Warsaw est un village américain d'environ 3 000 habitants, fondé en 1803. Il est le siège du comté de Wyoming de l'État de New York, aux États-Unis. 